# Dornier 328

Dornier 328

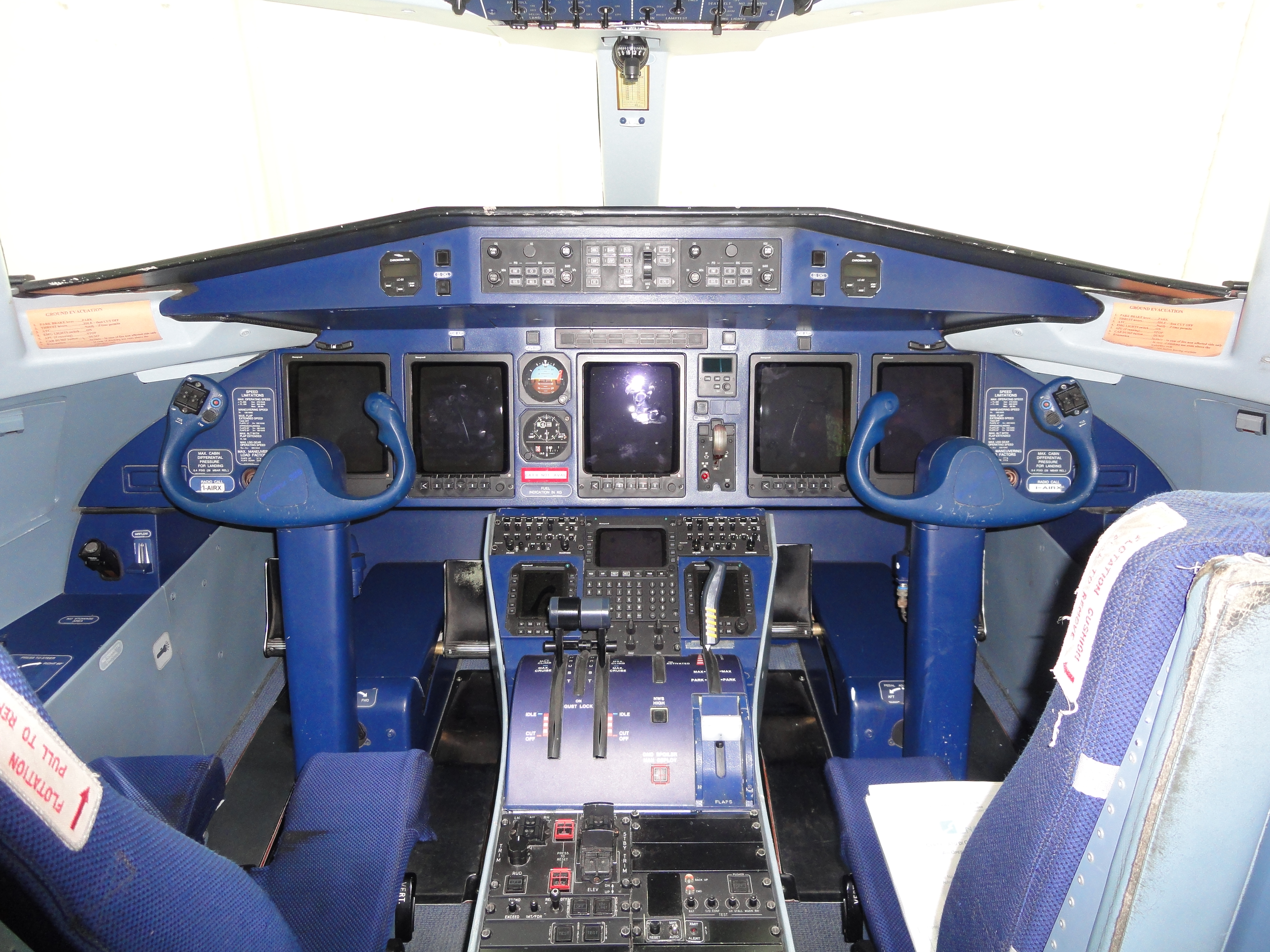
Cockpit einer Dornier 328-300

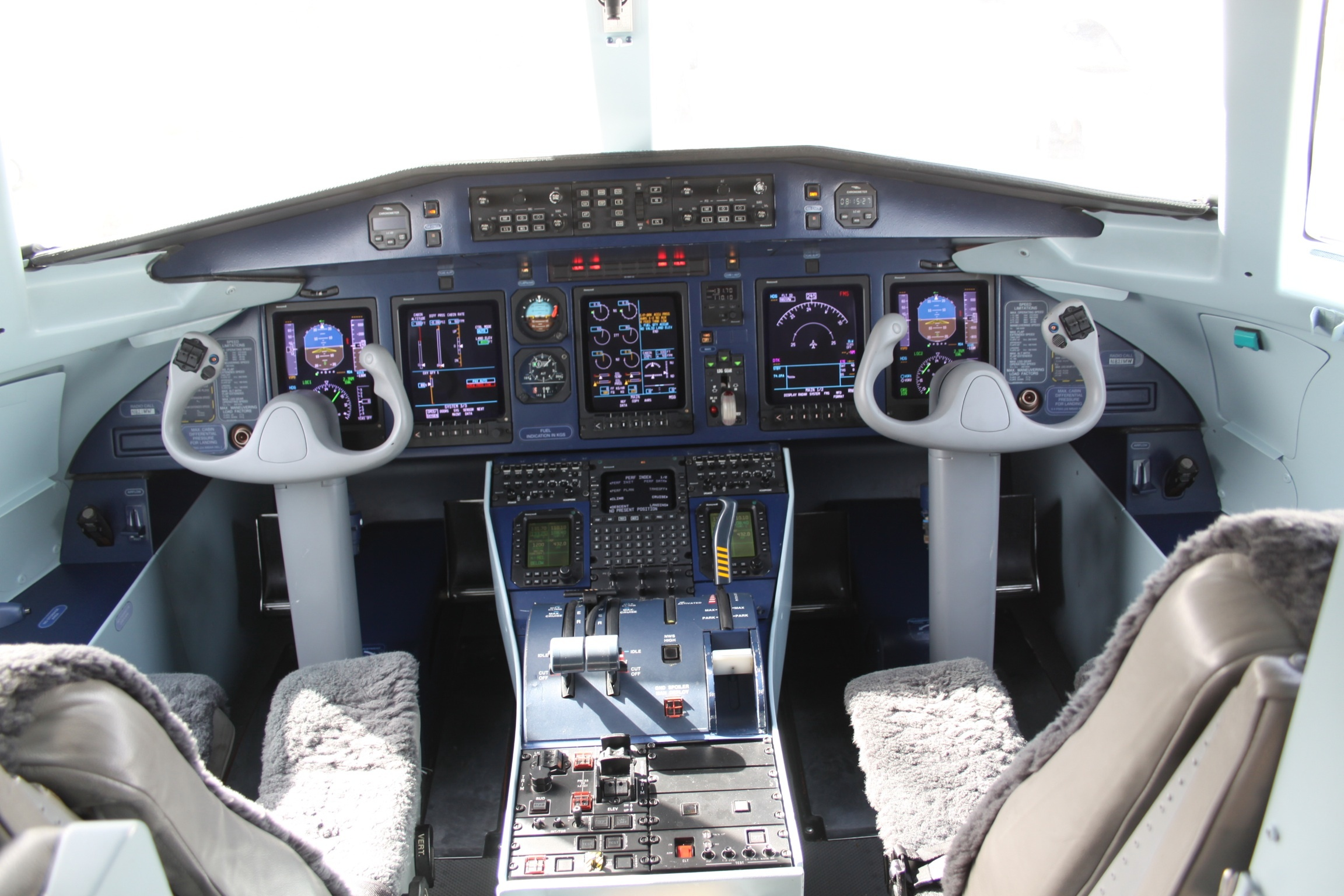
Cockpit einer Dornier 328 JET

Die Dornier 328 ist ein je nach Version mit Jet- oder Turboprop-Antrieb ausgestattetes Passagierflugzeug für Kurzstrecken, ausgestattet mit Druckkabine.
Es ist das letzte geflogene Flugzeugmuster, das noch von den ursprünglichen Dornier-Werken geplant und entworfen wurde. Gebaut und vertrieben wurde es dann durch die Dornier Luftfahrt GmbH als Tochterunternehmen der damaligen Daimler-Tochter DASA. Es ist auch das bislang letzte Verkehrsflugzeug, das von einem deutschen Unternehmen komplett in Eigenregie entwickelt und gebaut wurde.

## Geschichte

### Entwicklung
Die Entwicklung der 328 reicht bis in die 1980er-Jahre zurück. Sie sollte die Dornier 228 ergänzen. Damals kam Dornier durch Marktforschung zu der Erkenntnis, dass im Segment der kleinen Regionalflugzeuge bis 33 Passagiere eine Marktlücke vorhanden sei. Die Maschine wurde auf der Basis eines neuen kreisrunden Rumpfes mit 2,18 m Kabinenbreite, kombiniert mit den vorhandenen und fertig entwickelten Tragflächen der Dornier 228 TNT sehr erfolgversprechend konzipiert. Daraufhin wurde im Dezember 1988 mit der Entwicklung eines neuen Flugzeugs, der Dornier 328-100, begonnen. Der Erstflug fand drei Jahre später am 6. Dezember 1991 statt, die Zertifizierung folgte im Oktober 1993.
Bei der Entwicklung wurde besonderer Wert auf eine hohe Geschwindigkeit und eine hohe Steigrate gelegt, was durch den Tragflügel neuer Technologie (TNT) und komplett neu entwickelte Propeller erreicht wurde. Des Weiteren wurde das Heck mit einem Leitwerk aus Verbundwerkstoff gebaut. Ein zu dieser Zeit in Flugzeugen dieser Größenordnung noch unübliches „Glascockpit“ mit fünf Bildschirmen (engl.: Display) von Honeywell-Primus-Avionik anstelle damals üblicher analoger Zeigerinstrumente wurde ebenso integriert. Sogar Head-up-Displays waren optional verfügbar. Diese Ausstattungen machten die Entwicklung so teuer, dass bereits beim Erstflug absehbar war, dass sich das Dornier-328-Programm erst nach 300 verkauften Flugzeugen rentieren würde, was aber akzeptiert wurde.

### Produktion
Insgesamt wurden in Oberpfaffenhofen bis 2005 (nebst einem 2008 fertiggestellten „Nachzügler“ [SN 221] aus der Insolvenzmasse) 217 Flugzeuge (plus drei Prototypen für Zertifizierung/Zulassungstests) aller Varianten auf den seinerzeit modernsten Produktionsanlagen der deutschen Luftfahrtindustrie zu Beginn dieses Jahrhunderts gebaut, davon seit der ersten Auslieferung 1993 alleine 107 Turboprop-Versionen des Typs Dornier 328-100 sowie weitere 110 Jet-Versionen des Typs Dornier 328-300. Im Rahmen der Anpassungen (siehe: Ende des Kalten Krieges) entschloss sich die militärisch ausgerichtete DASA, den Regionalflugzeugbau an die mit dem zivilen Markt erfahrene Firma Fairchild abzugeben. Nach dem Verkauf der Dornier Luftfahrt GmbH 1996 wurde mit der 328JET im Februar 1997 eine zusätzliche Version gestartet. Die Firma Fairchild Dornier stand auf gesunden Füßen, da die DASA/Daimler-Benz beim Verkauf die aufgelaufenen Entwicklungskosten in einer Sonderabschreibung selbst übernommen hatte.
Während der 1990er-Jahre waren jedoch Turboprop-Flugzeuge unbeliebt. Die Fluggesellschaften bevorzugten in dieser Zeit kleine Jets wie den Bombardier Canadair Regional Jet, deren niedrigere Effizienz man wegen des deutlichen Imageunterschieds der „neuen“ Jets und der „veralteten“ Propellertechnik hinnahm. Fairchild Dornier begegnete diesem Trend mit der Entwicklung der 328JET, einer durch Strahltriebwerke angetriebenen Version der Dornier 328. Als sich später eine Erholung nach der Krise abzeichnete, war der Trend zu größeren Flugzeugen voraussehbar, sodass Fairchild Dornier die verlängerten Versionen 428 und 528 projektierte und dann die aussichtsreichere Dornier 728 zu realisieren begann. Als die Lufthansa infolge der Terroranschläge am 11. September 2001 eine Option von 60 728er-Modellen strich, kam das Aus für die Firma und trotz des Aufkaufes durch Avcraft später auch für die 328. Die Betreuung und Ersatzteilfertigung erfolgt jedoch noch durch 328 Support Services am ehemaligen Dornier-Standort in Oberpfaffenhofen, die das Typenzertifikat und damit die Baumusterverantwortung gegenüber den Kunden in aller Welt für die Do-328-Baureihe übernommen hat.
Die erste Dornier 328 mit Propellerturbine wurde 1993 an die Schweizer Fluggesellschaft Air Engiadina ausgeliefert. Der zweite Prototyp wurde im Rahmen als Advanced Composite Cargo Aircraft (ACCA) durch Lockheed Martin für die Forschungsabteilung der US Air Force (AFRL – Air Force Research Laboratory) zu einem Technologiedemonstrator für ein neues Frachtflugzeug umgebaut, wofür der Rumpf durch eine 16,8 m lange und 3,05 m breite Kunststoffzelle ersetzt wurde. Die Maschine erhielt die Bezeichnung Lockheed Martin X-55.
Im Mai 2015 wurden Pläne zur Wiederaufnahme der Produktion einer modernisierten Dornier 328JET als TRJ-328 in Ankara unter Führung von STM Defense Technologies bekannt. Zusätzlich sollte bis 2023 eine vergrößerte Variante TRJ-628 entwickelt werden. Nach dem Putschversuch in der Türkei 2016 wurde das Projekt nicht weiter verfolgt.

### Weiterentwicklung zur D328eco
Im Juni 2018 wurden Pläne zur Wiederaufnahme der Produktion durch die 328 Support Services GmbH bekannt, die nach der Einstellung der Produktion die weltweite Kundenbetreuung und die Musterzulassung übernommen hatte. Das Unternehmen ist eine Tochtergesellschaft der britischen Sierra Nevada UK Ltd, die zur US-amerikanischen Sierra Nevada Corporation gehört. Die Suche nach einem möglichen Produktionsstandort beschränkte sich 2018 nur noch auf Bremen und den Flughafen Leipzig/Halle, im Sommer 2019 wurde die Entscheidung für den Standort Leipzig/Halle bekanntgegeben und im Januar 2025 begannen die Bauarbeiten für das etwa 60.000 Quadratmeter große Flugzeugwerk. In vier Hallen soll Ende 2025 die Produktion der D328eco beginnen. Das Werk wird so errichtet, dass die Flugzeuge aus der Produktionshalle einen direkten Anschluss an eine Start- und Landebahn haben.
2020 wurde die 328 Support Services auf Deutsche Aircraft umfirmiert. Unter diesem Namen wurde die Weiterentwicklung der Dornier 328-100 zur D328eco gestartet, deren erste Spezifikationen im Dezember 2020 bekannt gegeben wurden: Durch eine Streckung um 2,1 Meter auf 23,31 Meter wird die Kapazität von 33 auf bis zu 40 Passagiere erhöht. Angetrieben wird die D328eco durch speziell entwickelte Propeller und sparsamere PW127S-Motoren von Pratt & Whitney Canada. Cockpit und Avionik werden vollständig überarbeitet, das verstärkte Fahrwerk ist für die Nutzung unbefestigter Pisten ausgelegt.

## Besonderheiten
Aufgrund einiger neuer Technologien und Auslegungsmerkmale hob sich das Flugzeug von seinen Konkurrenten ab. Auch wurde, einer Anweisung aus der Daimler-Benz-Zentrale Stuttgart als damaligem Eigner der Dornier-Werke folgend, im Sinne des Mercedes-Image viel in Design und Ausstattung sowie modernste Produktionsanlagen investiert, die das Erreichen der Gewinnschwelle allerdings hinausschoben. Der Rumpfquerschnitt, der neu entwickelte Propeller und eine neu entwickelte Geräuschdämpfung mittels Masseschwingern lieferten jetähnlichen Kabinenkomfort. Eine höhere Geschwindigkeit beim An- und Abflug stellte sicher, dass das Flugzeug in das normale Anflugmanagement der großen Verkehrsflughäfen eingereiht werden konnte. Daher wurde diese Maschine von den Fluggesellschaften vorzugsweise als Zubringer gekauft und noch heute so eingesetzt.

## Versionen

### Dornier 328-100

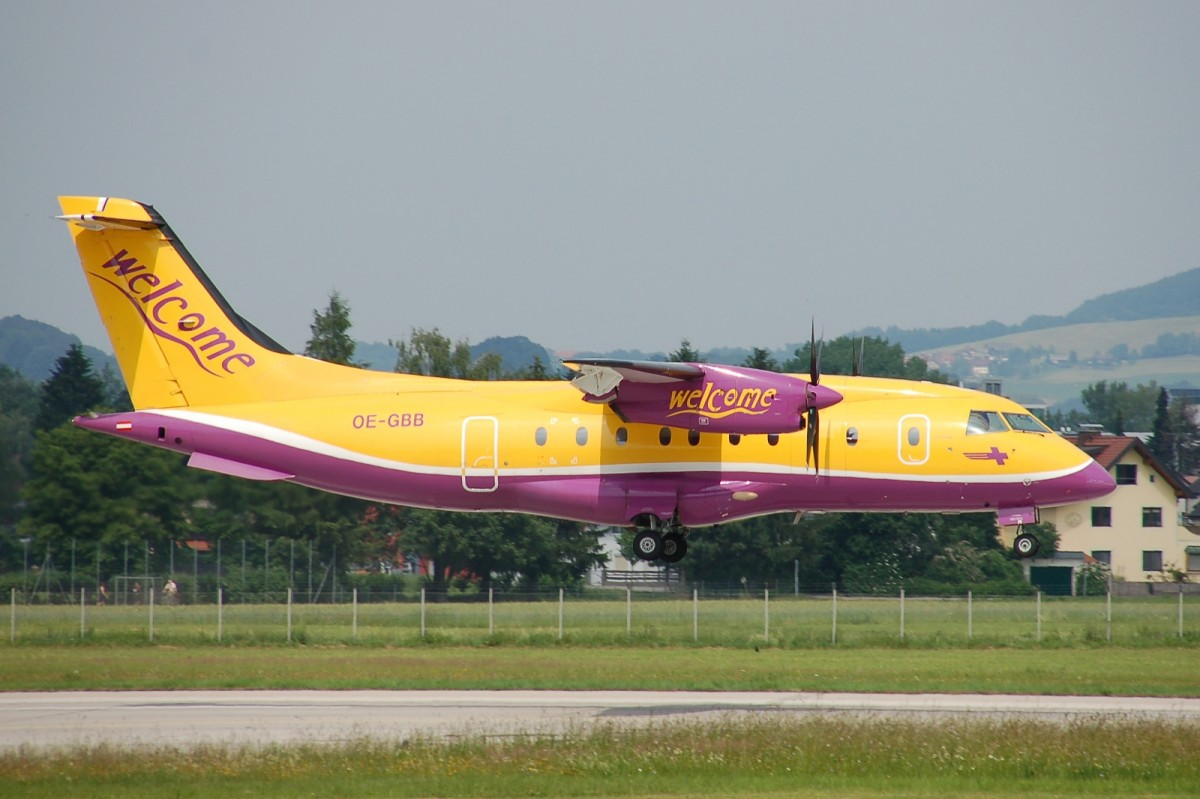
Eine Dornier 328-100 der Welcome Air

Die Standardversion der Dornier 328 gibt es in mehreren Ausführungen mit gleicher Kabine für maximal 33 Passagiere. Neben der ursprünglichen 328-100 wurden auch noch eine 328-110 mit erhöhtem Abfluggewicht und größerer Reichweite, die 328-120 mit spezieller Ausstattung für Kurzstreckenflüge und die 328-130 mit verbessertem Seitenruder und einer höheren Geschwindigkeit angeboten.
Seit der ersten Auslieferung 1993 wurde die Dornier 328-100 insgesamt 107 Mal verkauft, bis die Produktion der Turboprop-Variante in Oberpfaffenhofen 1999 zugunsten der Jet-Variante eingestellt wurde. Von dieser Turboprop-Version befinden sich derzeit noch 104 im Einsatz.
Alle bis 1993 gefertigten Basis-Versionen der 328-100 wurden später auf den 328-110-Standard mit stärkeren Triebwerken modifiziert, um mit PW119C-Propellerturbinen als Versionen 328-120 und -130 weitere Leistungssteigerungen und Startstreckenverkürzungen zu ermöglichen.

### Dornier 328-300/310JET

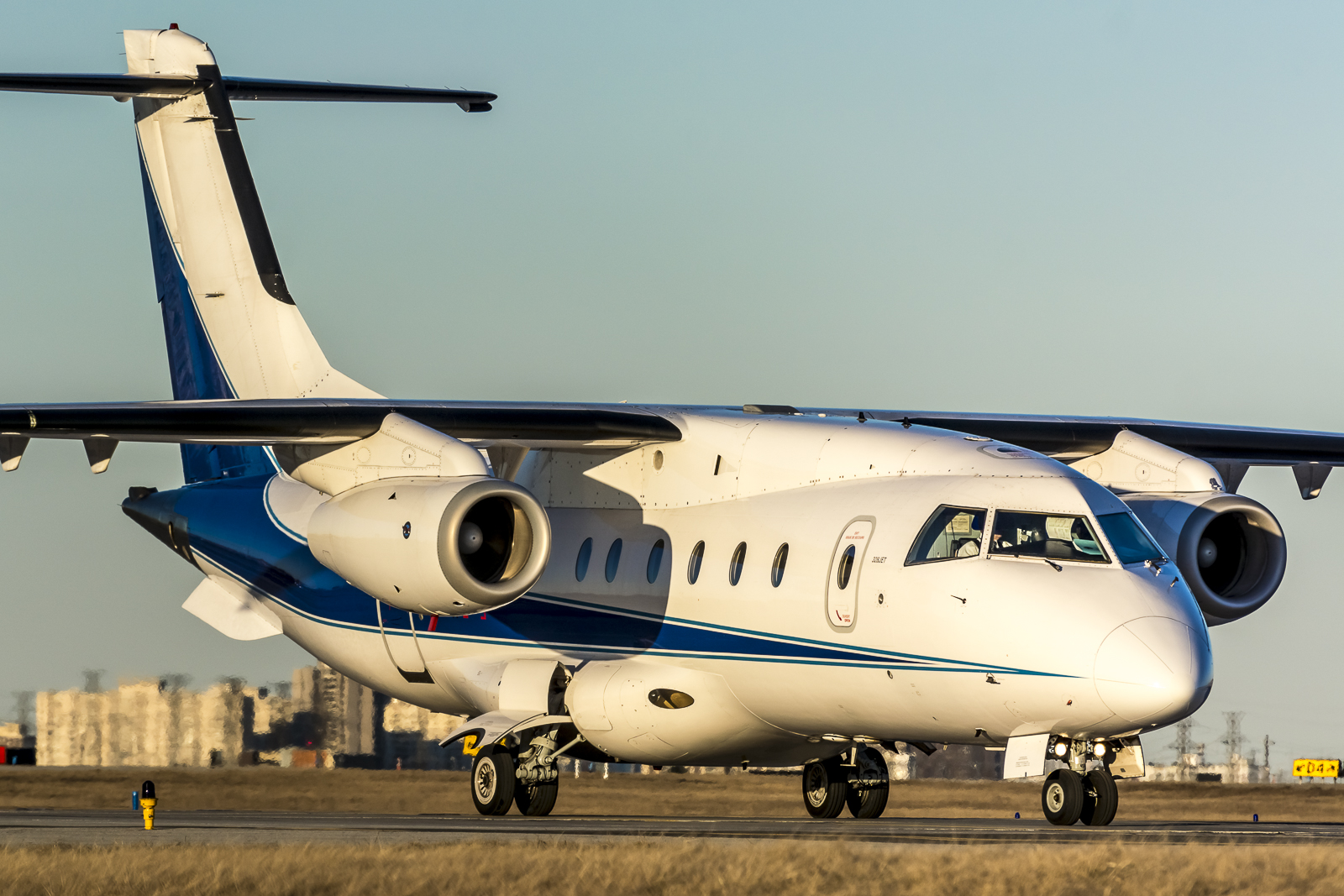
Dornier 328-300

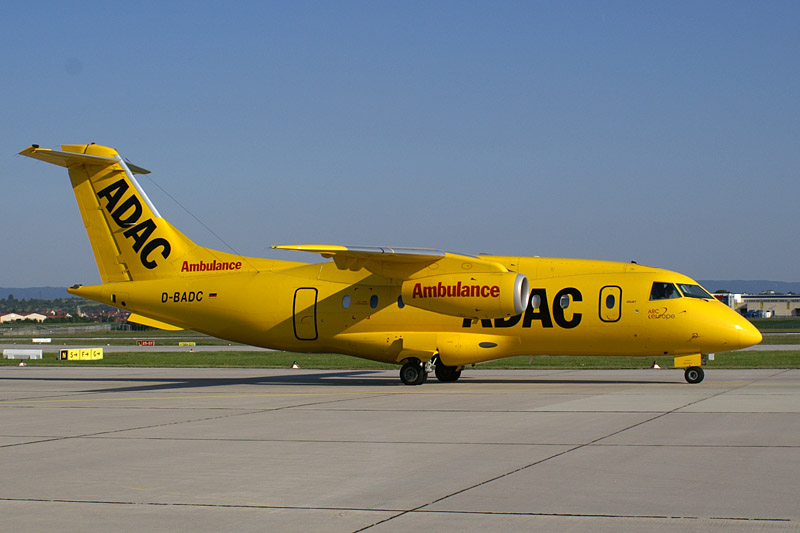
Eine Dornier 328-310 JET der ADAC Luftrettung

Die Dornier 328-300 oder Dornier 328JET begründete 1997 ein neues Segment von extrem kleinen strahlgetriebenen Regionalflugzeugen. Der erste Prototyp – eine umgerüstete Dornier 328-100 – absolvierte seinen Rollout am 6. Dezember 1997 in Oberpfaffenhofen bei München und führte dort auch am 20. Januar 1998 seinen Erstflug durch. Die Musterzulassung und die erste Auslieferung folgten Mitte 1999. Bis 2008 wurden insgesamt 110 Exemplare der 328-300-Jet-Version ausgeliefert. Ein erstes nach der Auflösung von Fairchild-Dornier durch die Firma 328 Support Services fertiggestelltes Exemplar ging im August 2008 an die österreichische Gesellschaft „Easy Aviation“. Dieser Dornier-Do-328-Jet der Easy Aviation – mit dem Luftfahrzeugkennzeichen der Cayman-Inseln VP-CJD – ist der Privatjet des ehemaligen Formel-1-Rennfahrers Gerhard Berger.
Dieses – als Werknummer 221 (von 224 gebauten Stück / aller Versionen / insgesamt) – war somit das letzte komplett in Deutschland entwickelte und gebaute Verkehrsflugzeug und gehörte – noch unfertig – zur Konkursmasse von Fairchild-Dornier. Es wurde lediglich vervollständigt, nicht aber komplett neu produziert. Auch eine Variante als Do 328 MPA (Maritime Patrol Aircraft) der Turboprop-Version wurde auf Anfragen aus Italien, Skandinavien und den UAE komplett entwickelt und mit „Belly Radar/Radom“ zwischen den Fahrwerksverkleidungen den Staaten – in Anlehnung an die erfolgreiche Dornier 228 MPA – zur Küstenüberwachung angeboten, dann aber doch nicht gebaut.
Der Hauptunterschied zur 328-100 findet sich in den PW306B-Turbofans von Pratt & Whitney. Ansonsten wurden nur minimale Neuerungen durchgeführt, um die Produktionskosten gering zu halten und die Kommunalität nicht zu gefährden.
Von der mit Strahltriebwerken ausgestatteten Version Dornier 328-300/310 wurden 110 Stück in den modernen Produktionshallen in Oberpfaffenhofen gefertigt und auch verkauft, wovon bisher alle von fatalen Unfällen verschont geblieben sind. Allerdings gab es einige Fälle von Überrollen des Startbahnendes, wie auch bei der Turboprop-Variante infolge fehlgeschlagener Startabbrüche, mit anschließendem technischen Totalschaden oder auch wirtschaftlichem Totalschaden.

### Dornier 428JET
Unter Fairchild Dornier war an der Entwicklung einer 428Jet genannten 44-sitzigen Version des 328Jet gearbeitet worden, die gemeinsam mit Israel Aircraft Industries gebaut werden sollte. Das Projekt wurde jedoch im Sommer 2000 eingestellt, obgleich schon einige feste Bestellungen vorlagen. Die Projekteinstellung verursachte finanzielle Abschreibungen und Mehrkosten in Höhe von 300 Millionen Euro für Fairchild-Dornier. Avcraft wollte dieses Konzept wiederaufnehmen, scheiterte aber schließlich an den fehlenden Finanzierungsmöglichkeiten und dem geringen Absatzpotential im bereits durch den Bombardier CRJ100 und die Embraer ERJ 145 gesättigten Markt.

### Dornier Envoy 3
Unter dem Namen Dornier Envoy 3 wurde eine erfolgreiche Geschäftsreiseflugzeug-Version der Dornier 328-300 mit vergrößerter Reichweite angeboten.

### D328eco
Im Mai 2023 begann die Deutsche Aircraft, die zum US-Konzern Sierra Nevada Corporation gehört, in Leipzig mit dem Bau einer neuen Fertigungshalle. Hier soll ab 2026 unter dem Namen D328eco eine modernisierte Version der Dornier 328 gebaut werden. Im etwas verlängerten Rumpf sollen bis zu 40 Passagiere Platz finden. Die D328eco soll Turboproptriebwerke von Pratt & Whitney und ein Avioniksystem von Garmin bekommen.

## Betreiber

### Zivile Nutzung

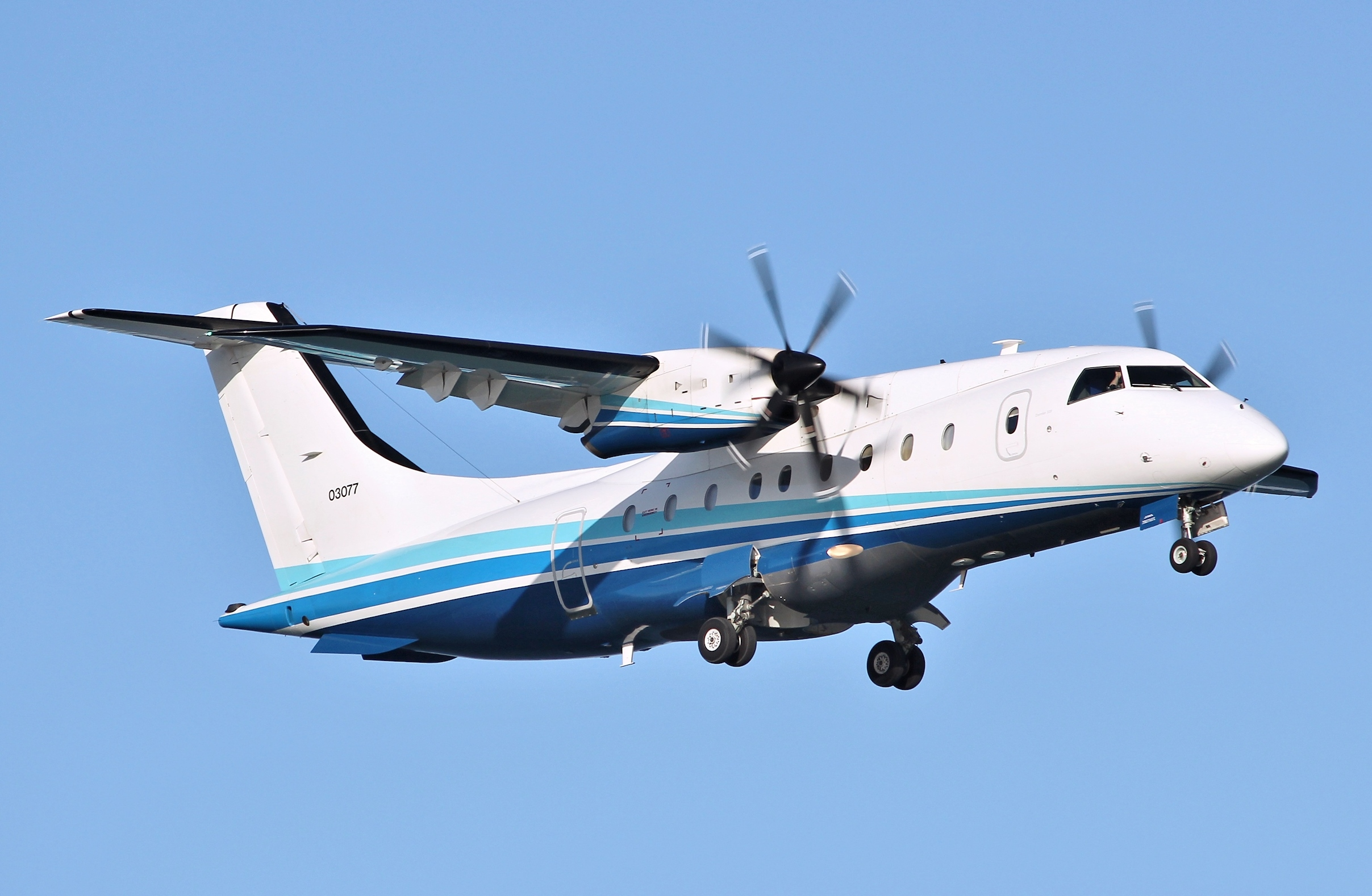
C-146A Wolfhound des AFSOC

Mit Stand Juli 2015 sind von 217 produzierten Exemplaren noch 134 im aktiven Dienst. Zu den größten Betreibern gehören Sun-Air of Scandinavia sowie die MHS Aviation in München. Acht Maschinen wurden verschrottet, viele weitere sind vorwiegend in China abgestellt.

### Militärische Nutzung
Seit 2013 betreibt das US-amerikanische Air Force Special Operations Command (AFSOC) mehrere umgerüstete Exemplare, welche die United States Air Force als C-146A bezeichnet. Anfang 2017 wurde die 20. modifizierte Maschine an das US-Militär ausgeliefert.
Die gebrauchten Maschinen stammen von verschiedenen Nutzern weltweit und wurden am Standort Oberpfaffenhofen für ihre militärischen Aufgaben in verschiedene Konfigurationen umgerüstet. Hierzu gehören Spoiler für Kurz-Starts und -landungen, APU, Schotterschutz und neue Avionik.
Das AFSOC nutzt sie für den Transport von Personal und Material. Sie wurden zunächst nur vom 27th Special Operations Wing auf der Cannon Air Force Base in New Mexico betrieben, seit Ende 2024 stehen sie zusätzlich beim 352nd Special Operations Wing in RAF Mildenhall in Dienst.

## Zwischenfälle
Seit der Inbetriebnahme der Dornier 328 bis März 2020 ereignete sich nur ein tödlicher Unfall; dabei kamen vier Menschen ums Leben:
- Am 25. Februar 1999 verunglückte eine Dornier 328-110 (D-CPRR). Die Maschine der Minerva Airlines, die für Alitalia betrieben wurde, schoss bei der Landung in Genua über das Ende der Landebahn hinaus, unter anderem, weil sie mit unzulässig starkem Rückenwind gelandet und viel zu spät aufgesetzt wurde. Vier Personen kamen ums Leben (siehe auch Alitalia-Flug 1553).[15]

## Technische Daten
| Kenngröße                 | Dornier 328-100                                                                                           | Dornier 328-300JET                                                  | Dornier 328-310JET                                                  | Dornier 428JET                                                      |
| ------------------------- | --- | ------------------------------------------------------------------- | ------------------------------------------------------------------- | ------------------------------------------------------------------- |
| Passagiere                | 30–33; Luxus-/Business-Ausstattung „Envoy 3“: 10–12                                                       | 30–33; Luxus-/Business-Ausstattung „Envoy 3“: 10–12                 | 30–33; Luxus-/Business-Ausstattung „Envoy 3“: 10–12                 | 44                                                                  |
| Länge                     | 21,23 m                                                                                                   | 21,23 m                                                             | 21,23 m                                                             | 24,69 m                                                             |
| Spannweite                | 20,98 m                                                                                                   | 20,98 m                                                             | 20,98 m                                                             | 21,78 m                                                             |
| Höhe                      | 7,05 m | 7,05 m                                                              | 7,05 m                                                              | 7,09 m                                                              |
| Flügelfläche              | 40 m² | 40 m²                                                               | 40 m²                                                               | 47,8 m²                                                             |
| Flügelstreckung           | 11,0 | 11,0                                                                | 11,0                                                                | 9,9                                                                 |
| max. Nutzlast             | 3.450 kg                                                                                                  | 3.410 kg                                                            | 3.266 kg                                                            | 4.855 kg                                                            |
| max. Startmasse           | 13.990 kg                                                                                                 | 15.200 kg                                                           | 15.660 kg                                                           | 19.800 kg                                                           |
| Triebwerke                | zwei Turboproptriebwerke Pratt & Whitney PW119B mit je 1.400 kW (bzw. PW119C für High and Hot Conditions) | zwei Turbofantriebwerke Pratt & Whitney PW306B mit je 26,9 kN Schub | zwei Turbofantriebwerke Pratt & Whitney PW306B mit je 26,9 kN Schub | zwei Turbofantriebwerke Pratt & Whitney PW308B mit je 32,9 kN Schub |
| max. Reisegeschwindigkeit | 620 km/h 335 kts                                                                                          | 740 km/h 400 kts                                                    | 740 km/h 400 kts                                                    | 740 km/h 400 kts                                                    |
| Dienstgipfelhöhe          | 9.450 m (31.000 ft)                                                                                       | 10.660 m (35.000 ft)                                                | 10.660 m (35.000 ft)                                                | 10.660 m (35.000 ft)                                                |
| Reichweite                | 1.310 km mit 32 Passagieren                                                                               | 1.710 km mit 32 Pass.                                               | 1.980 km mit 32 Pass.                                               | 1.665 km                                                            |